# فساندورف
فساندورف (به آلمانی: Vösendorf) یک منطقهٔ مسکونی در اتریش است که در ناحیه مودلینگ واقع شده‌است. فساندورف ۴٬۸۹۹ نفر جمعیت دارد.